# Eriosema
Eriosema är ett släkte av ärtväxter. Eriosema ingår i familjen ärtväxter.

## Bildgalleri

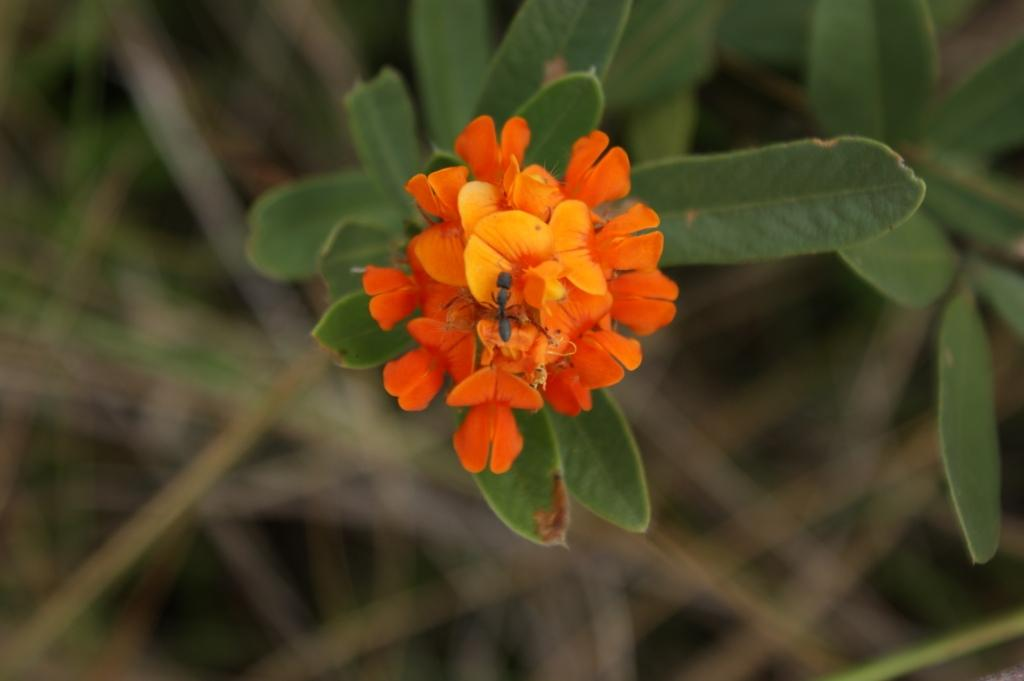
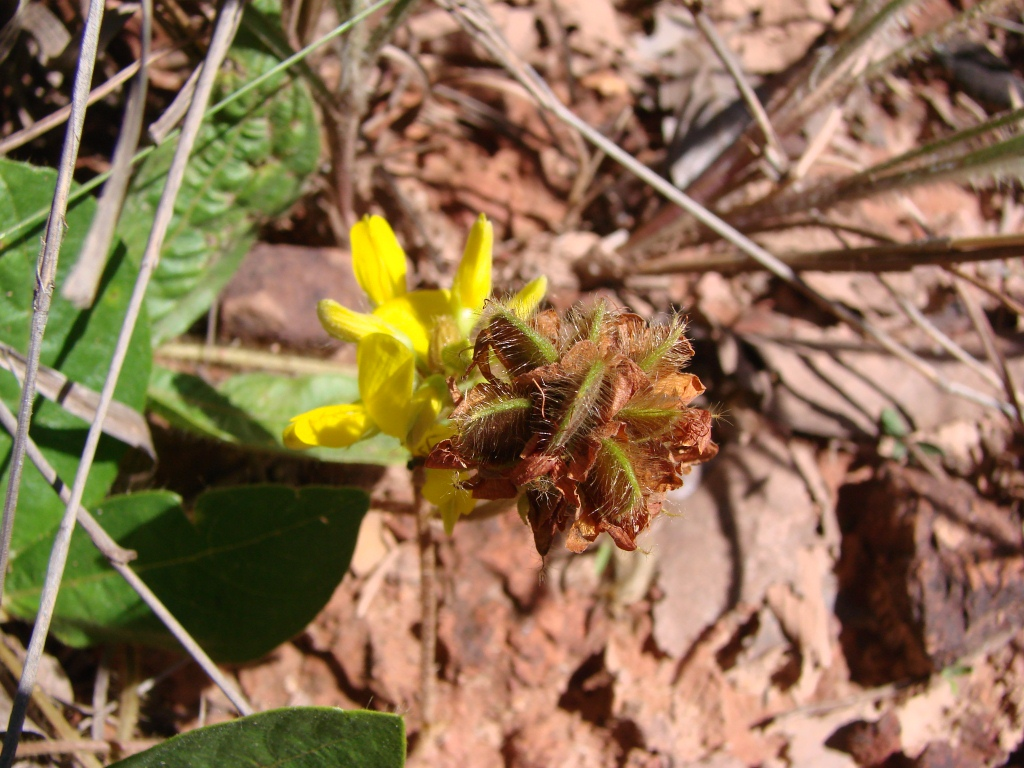
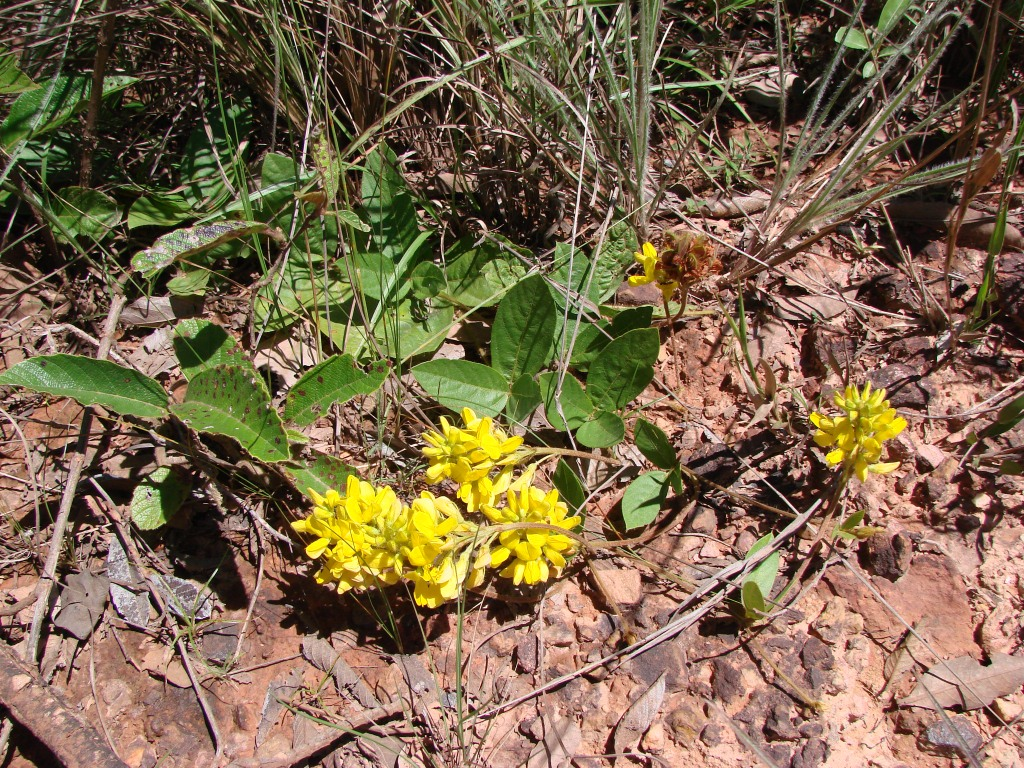
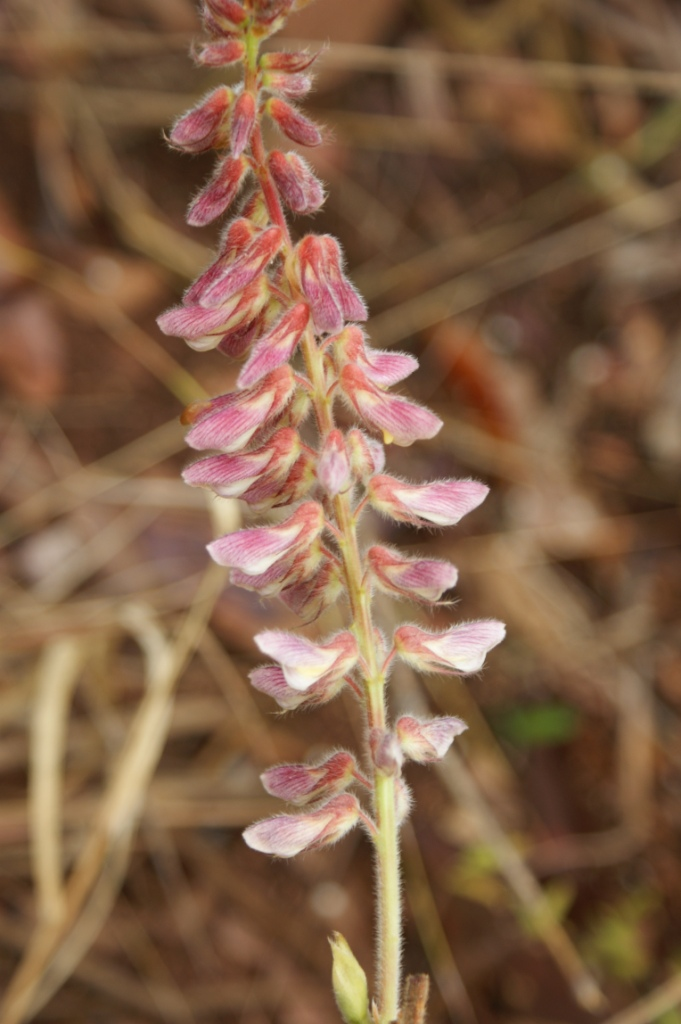
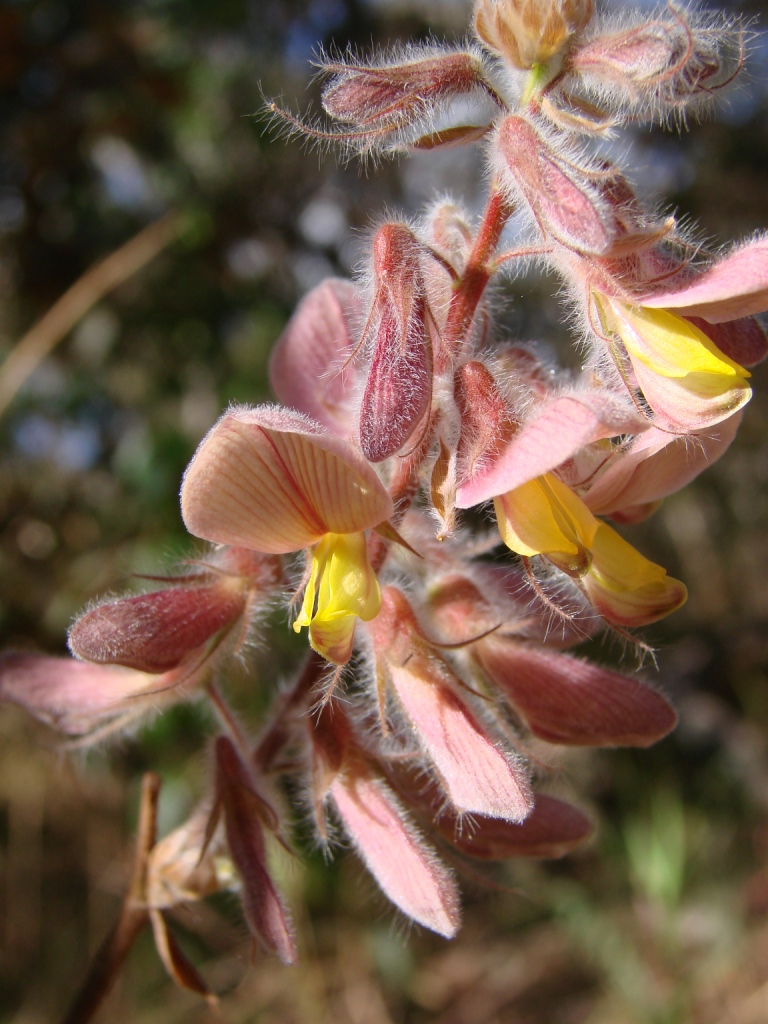

## Dottertaxa tillEriosema, i alfabetisk ordning[1]
- Eriosema acuminatum
- Eriosema adamaouense
- Eriosema adamii
- Eriosema affine
- Eriosema afzelii
- Eriosema albo-griseum
- Eriosema andohii
- Eriosema angustifolium
- Eriosema arachnoideum
- Eriosema bauchiense
- Eriosema benguellense
- Eriosema benthamianum
- Eriosema betsileense
- Eriosema bieense
- Eriosema boelckei
- Eriosema bogdanii
- Eriosema bojeri
- Eriosema brachybotrys
- Eriosema brachyrhachis
- Eriosema brevipes
- Eriosema buchananii
- Eriosema burkei
- Eriosema campestre
- Eriosema chicamba
- Eriosema chinense
- Eriosema chrysadenium
- Eriosema claessensii
- Eriosema congestum
- Eriosema cordatum
- Eriosema cordifolium
- Eriosema crassicaule
- Eriosema crinitum
- Eriosema cupreum
- Eriosema cyclophyllum
- Eriosema decumbens
- Eriosema defoliatum
- Eriosema diffusum
- Eriosema distinctum
- Eriosema dregei
- Eriosema elliotii
- Eriosema ellipticifolium
- Eriosema ellipticum
- Eriosema englerianum
- Eriosema erici-rosenii
- Eriosema flemingioides
- Eriosema flexuosum
- Eriosema floribundum
- Eriosema gironcourtianum
- Eriosema glabrum
- Eriosema glaziovii
- Eriosema glomeratum
- Eriosema gossweileri
- Eriosema gracillimum
- Eriosema grandiflorum
- Eriosema griseum
- Eriosema gunniae
- Eriosema harmsiana
- Eriosema hasslerianum
- Eriosema hereroense
- Eriosema heterophyllum
- Eriosema himalaicum
- Eriosema humile
- Eriosema irwinii
- Eriosema jurionianum
- Eriosema kankolo
- Eriosema kraussianum
- Eriosema kwangoense
- Eriosema latericola
- Eriosema latifolium
- Eriosema laurentii
- Eriosema laxiflorum
- Eriosema lebrunii
- Eriosema letouzeyi
- Eriosema linifolium
- Eriosema longicalyx
- Eriosema longiflorum
- Eriosema longifolium
- Eriosema longipedunculatum
- Eriosema longiunguiculatum
- Eriosema lucipetum
- Eriosema luteopetalum
- Eriosema macrostipulum
- Eriosema manikense
- Eriosema molle
- Eriosema montanum
- Eriosema monticola
- Eriosema multiflorum
- Eriosema naviculare
- Eriosema nutans
- Eriosema obovatum
- Eriosema palmeri
- Eriosema parviflorum
- Eriosema pauciflorum
- Eriosema pellegrinii
- Eriosema pentaphyllum
- Eriosema platycarpon
- Eriosema populifolium
- Eriosema preptum
- Eriosema procumbens
- Eriosema prorepens
- Eriosema prunelloides
- Eriosema pseudodistinctum
- Eriosema pseudostolzii
- Eriosema psiloblepharum
- Eriosema psoraleoides
- Eriosema pulchellum
- Eriosema pulcherrimum
- Eriosema pumilum
- Eriosema pycnanthum
- Eriosema pygmaeum
- Eriosema quarrei
- Eriosema ramosum
- Eriosema raynaliorum
- Eriosema rhodesicum
- Eriosema rhynchosioides
- Eriosema riedelii
- Eriosema rigidum
- Eriosema robinsonii
- Eriosema robustum
- Eriosema rossii
- Eriosema rufum
- Eriosema sacleuxii
- Eriosema salignum
- Eriosema schweinfurthii
- Eriosema scioanum
- Eriosema shirense
- Eriosema simplicifolium
- Eriosema sparsiflorum
- Eriosema speciosum
- Eriosema spicatum
- Eriosema squarrosum
- Eriosema stanerianum
- Eriosema stenophyllum
- Eriosema strictum
- Eriosema tacuaremboense
- Eriosema tenuicaule
- Eriosema tephrosioides
- Eriosema terniflorum
- Eriosema tessmannii
- Eriosema tisserantii
- Eriosema transvaalense
- Eriosema tuberosum
- Eriosema ukingense
- Eriosema umtamvunense
- Eriosema vanderystii
- Eriosema welwitschii
- Eriosema venulosum
- Eriosema verdickii
- Eriosema violaceum
- Eriosema youngii
- Eriosema zuluense